# Liste der Kulturdenkmale in Leezen (Holstein)
In der Liste der Kulturdenkmale in Leezen sind alle Kulturdenkmale der schleswig-holsteinischen Gemeinde Leezen (Kreis Segeberg) und ihrer Ortsteile aufgelistet (Stand: 10. März 2025).

## Legende
In den Spalten befinden sich folgende Informationen:
- Objekt-ID: die Nummer des Kulturdenkmales
- Lage: die Adresse des Kulturdenkmales und die geographischen Koordinaten. Kartenansicht, um Koordinaten zu setzen. In der Kartenansicht sind Kulturdenkmale ohne Koordinaten mit einem roten Marker dargestellt und können in der Karte gesetzt werden. Kulturdenkmale ohne Bild sind mit einem blauen Marker gekennzeichnet, Kulturdenkmale mit Bild mit einem grünen Marker.
- Offizielle Bezeichnung: Bezeichnung des Kulturdenkmales
- Beschreibung: die Beschreibung des Kulturdenkmales
- Bild: ein Bild des Kulturdenkmales

## Sachgesamtheiten
| Objekt-ID      | Lage                                                  | Offizielle Bezeichnung | Beschreibung | Bild                             |
| -------------- | ----------------------------------------------------- | ---------------------- | --- | -------------------------------- |
| 41007 Wikidata | Heiderfelder Straße 7, 9 (53° 52′ 6″ N, 10° 15′ 5″ O) | Kirche Leezen          | Aktualisierung vorgesehen - Begründung: geschichtlich, künstlerisch, städtebaulich, Kulturlandschaft prägend - Schutzumfang: Kirche mit Ausstattung, Alter Kirchhof, Historische Grabmale, Alter Treppenweg mit Pforte, Kirchhofsmauer/Feldsteinböschung (Heiderfelder Straße 7); Pastorat (Heiderfelder Straße 9) | weitere Fotos \| Fotos hochladen |

## Bauliche Anlagen
| Objekt-ID     | Lage                                               | Offizielle Bezeichnung | Beschreibung | Bild                             |
| ------------- | -------------------------------------------------- | ---------------------- | --- | -------------------------------- |
| 9839 Wikidata | Heiderfelder Straße 7 (53° 52′ 6″ N, 10° 15′ 5″ O) | Kirche mit Ausstattung | Alteintragung (Aktualisierung vorgesehen) - Begründung: geschichtlich, künstlerisch, städtebaulich - Schutzumfang: gesamtes Objekt - Denkmaltyp: Bauliche Anlage, Sachgesamtheit: Kirche Leezen | weitere Fotos \| Fotos hochladen |
| 1311 Wikidata | Heiderfelder Straße 9 (53° 52′ 7″ N, 10° 15′ 4″ O) | Pastorat               | Alteintragung (Aktualisierung vorgesehen) - Begründung: geschichtlich, städtebaulich - Schutzumfang: Alteintragung (Aktualisierung vorgesehen) - Denkmaltyp: Bauliche Anlage, Sachgesamtheit: Kirche Leezen | weitere Fotos \| Fotos hochladen |
| 7304 Wikidata | Segeberger Chaussee (53° 53′ 12″ N, 10° 15′ 54″ O) | Meilenstein            | Halbmeilenstein an der Altona-Neustädter Chaussee ((B 432) Ortsteil Krems I) bei Leezen. Entfernung nach Altona 6½ Meilen (49 km). Alteintragung (Aktualisierung vorgesehen) - Begründung: geschichtlich, wissenschaftlich, Kulturlandschaft prägend - Schutzumfang: gesamtes Objekt - Denkmaltyp: Bauliche Anlage | Fotos hochladen                  |

## Gründenkmale
| Objekt-ID      | Lage                                                    | Offizielle Bezeichnung | Beschreibung | Bild            |
| -------------- | ------------------------------------------------------- | ---------------------- | --- | --------------- |
| 13481 Wikidata | Hans-Jacob-Möller-Straße (53° 52′ 12″ N, 10° 14′ 52″ O) | Dorfanger              | Dorfanger; spätmittelalterlich; dreigeteilte Platzanlage mit Altbaumbestand, Lindenreihen, Doppeleiche und Kriegerdenkmale - Begründung: geschichtlich, wissenschaftlich, künstlerisch, städtebaulich, Kulturlandschaft prägend - Schutzumfang: Dorfanger, Schleswig-Holsteinische Doppeleiche, Ehrenmal für die Gefallenen des deutsch-dänischen und deutsch-französischen Krieges, Lindenallee an der Hans-Jacob-Möller Straße, Lindenreihen auf dem Marktplatz, Kastanienallee (Mitte westl. Platzhälfte) - Denkmaltyp: Gründenkmal | Fotos hochladen |
| 13813 Wikidata | Heiderfelder Straße 7 (53° 52′ 5″ N, 10° 15′ 5″ O)      | Alter Kirchhof         | Alteintragung (Aktualisierung vorgesehen) - Begründung: geschichtlich, Kulturlandschaft prägend - Schutzumfang: Alter Kirchhof, Historische Grabmale, Alter Treppenweg mit Pforte, Kirchhofsmauer/Feldsteinböschung - Denkmaltyp: Gründenkmal, Sachgesamtheit: Kirche Leezen | Fotos hochladen |

## Quelle
- Liste der Kulturdenkmale in Schleswig-Holstein – Kreis Segeberg

- Karte mit allen Koordinaten:
- OSM |
- WikiMap